# Kangana Ranaut
Kangana Ranaut (Bhambla, 23 marzo 1987) è un'attrice indiana.
Ha conquistato due premi ai Filmfare Awards: per il miglior attrice debuttante nel 2007 per la sua partecipazione in Gangster e come miglior attrice non protagonista per la sua interpretazione in Fashion. All'età di sedici anni, Ranaut iniziò a fare la modella per un breve periodo di tempo. Dopo essersi formata sotto la guida del regista teatrale Arvind Gaur, ha fatto il suo debutto cinematografico nel thriller del 2006 Gangster, per il quale le è stato assegnato il Filmfare Award per il miglior debutto femminile. Ha ricevuto elogi per aver interpretato personaggi emotivamente intensi nei drammi Woh Lamhe (2006), Life in a... Metro (2007) e Fashion (2008). Per l'ultimo di questi, ha vinto il National Film Award come migliore attrice non protagonista. È apparsa nei film di successo commerciale Raaz: The Mystery Continues (2009) e Once Upon a Time in Mumbaai (2010), ma è stata criticata per essere stata interpretata in ruoli nevrotici. Un ruolo comico in Tanu Weds Manu (2011) è stato ben accolto, anche se questo è stato seguito da una serie di ruoli brevi e affascinanti in film che non sono riusciti a far avanzare la sua carriera.a

## Filmografia selezionata
- Gangster (2006)
- Life in a... Metro (2007)
- Raaz: The Mystery Continues (2008)
- Fashion (2008)
- Once Upon a Time in Mumbaai (2010)
- Tanu Weds Manu (2011)
- Rascals, regia di David Dhawan (2011)
- Krrish 3 (2013)
- Shootout at Wadala (2013)
- Queen (2014)
- Tanu Weds Manu Returns (2015)
- I Love NY (2015)
- Katti Batti (2015)
- Rangoon (2017)
- Simran (2017)